# Ross Lockridge Jr.
Ross Lockridge Jr. (Bloomington, 25 de abril de 1914 – 6 de março de 1948) foi um escritor norte-americano.
Autor do livro Raintree County, publicado em 1948, a obra é considerada uma obra-prima de sua geração e um épico nacional.

## Biografia
Ross nasceu e se criou em Bloomington, Indiana, em 1914. Era o mais novo dos quatro filhos de Elsie Shockley e Ross Lockridge Sr., um popular historiador e palestrante. Pela família do pai, Ross era primo da escritora Mary Jane Ward. Formado em 1935 pela Universidade de Indiana, Ross se formou com louvor em história. Passou um ano estudando na França, época que lhe causou forte impressão e que acabaria sendo de grande influência para a composição de seu primeiro e único romance.
Após sua formatura, Lockridge contraiu escarlatina ou febre reumática e ficou doente por quase um ano. Em 1936, ele retornou à universidade como instrutor de inglês e mestrando, escrevendo sua dissertação sobre "Byron e Napoleão". Foi nessa época que se casou com Vernice Baker e juntos tiveram o primeiro filho.
Em setembro de 1940, Lockridge aceitou uma bolsa na Universidade de Harvard e a família mudou-se para Cambridge, Massachusetts. Enquanto trabalhava em seu doutorado em Língua Inglesa, Lockridge também estava escrevendo o que foi caracterizado como um "poema ilegível de 400 páginas". Intitulado The Dream of the Flesh of Iron, o trabalho foi submetido e depois rejeitado por uma editora de Boston, a Houghton Mifflin, em 1941. Nessa época, Lockridge lecionava no Simmons College de Boston, enquanto aparentemente trabalhava em uma tese sobre Walt Whitman. Em vez disso, ele escreveu duas mil páginas de um romance com o título provisório American Lives, baseado na família de sua mãe, os Shockleys.
No verão de 1943, Lockridge virou essas páginas e começou a escrever do outro lado. O novo romance era baseado em um formato semelhante, embora retroceda uma geração e se concentre em um único dia - 4 de julho de 1892 - no que pode ter sido uma emulação de Ulisses, de James Joyce. Em vez de tratar de vários Shockleys, o novo livro teria um único herói, John Wickliff Shawnessy, que tinha as mesmas iniciais de seu avô materno. O resto da história seria contada em flashbacks e em uma longa e conclusiva sequência de sonho. Como antes, seria ambientado em Indiana, onde qualquer cidadão entendia ser o coração dos Estados Unidos. A Guerra de Secessão seria o seu evento definidor, como foi para o país e para o poeta que Lockridge escolheu como tema de seu doutorado abandonado. Ele iria, segundo ele, "expressar o mito americano - dar forma às qualidades 'heróicas' duradouras do povo americano".

## Morte
Lockridge começou a apresentar sinais de doença mental no outono de 1947. O peso da publicação, os cortes do editor e o sucesso do livro pioraram sua condição e sua depressão se aprofundou. Lockridge cometeu suicídio em 6 de março de 1948, aos 33 anos, em sua cidade natal, devido a uma intoxicação por monóxido de carbono, logo após a publicação de Raintree County. Ele foi sepultado no Cemitério Rose Hill, em Bloomington, Indiana. Deixou a esposa e quatro filhos pequenos.

## Raintree County(filme)
Em 1957, a Metro-Goldwyn-Mayer (MGM) adaptou Raintree County para o cinema. O filme, que em português ganhou o título de A Árvore da Vida, tinha estrelas como Elizabeth Taylor, Montgomery Clift e Eva Marie Saint. Recebeu críticas de moderadas a boas e foi razoavelmente bem nas bilheterias, recebendo quatro indicações ao Oscar, incluindo uma de melhor atriz para Taylor.